# Álvaro Arroyo Martínez
Álvaro Arroyo Martínez (n. Madrid, Madrid, España, 22 de julio de 1988) es un exfutbolista español. Jugaba de defensa y se encuentra sin equipo tras finalizar contrato con el Albacete Balompié el verano de 2021.

## Trayectoria
Salido de las categorías inferiores del Rayo Vallecano de Madrid llegó a jugar en el equipo filial. 
En la temporada 2009/2010 pasa a formar parte del Getafe Club de Fútbol "B" consiguiendo el ascenso a Segunda División B. Militando en el equipo filial, disputó varios encuentros en el primer equipo.
Su primer partido oficial con el Getafe C.F. ocurre el 10 de abril de 2012 en partido de LaLiga contra el F.C. Barcelona en el Camp Nou de Barcelona, en el que disfrutó solo un par de minutos hasta el final del encuentro con un resultado de 4-0.
Su primer partido oficial como titular fue el 16 de abril de 2012 en partido de LaLiga contra el Sevilla F. C. en el Coliseum de Getafe con victoria local por 5-1.
En mayo de 2012 obtiene la ficha por dos temporadas con el primer equipo y el 31 de agosto se anuncia la cesión por una temporada a la A.D. Alcorcón.
En la temporada 2013/14 retorna al Getafe Club de Fútbol.
En verano del 2015 rescinde contrato con el Getafe CF y firma por el Albacete Balompié,
Desde el primer momento se consolida en el equipo titular del club manchego, jugando tanto de lateral como de central. En la temporada 2018/19 pasa a ser el primer capitán del equipo albacetista.

## Estadísticas

### Clubes
Actualizado el 27 de septiembre de 2013
| Rayo Vallecano "B" · España                                                    |               |               |    |   |    |    |    |      |      |
| 3.ª                                                                            | 2006/07       | ?             | ?  | - | -  | ?  | ?  | ?    |      |
| 3.ª                                                                            | 2007/08       | ?             | ?  | - | -  | ?  | ?  | ?    |      |
| 3.ª                                                                            | 2008/09       | ?             | ?  | - | -  | ?  | ?  | ?    |      |
| Total club                                                                     | Total club    | ?             | ?  | - | -  | ?  | ?  | ?    |      |
| Getafe Club de Fútbol "B" · España                                             |               |               |    |   |    |    |    |      |      |
| 3.ª                                                                            | 2009/10       | ?             | ?  | - | -  | ?  | ?  | ?    |      |
| 2.ªB                                                                           | 2010/11       | 7             | 0  | - | -  | 7  | 0  | 0    |      |
| 2.ªB                                                                           | 2011/12       | 30            | 0  | - | -  | 30 | 0  | 0    |      |
| Total club                                                                     | Total club    | 37            | 0  | - | -  | 37 | 0  | 0    |      |
| Getafe Club de Fútbol · España                                                 |               |               |    |   |    |    |    |      |      |
| 1.ª                                                                            | 2011/12       | 4             | 0  | 0 | 0  | 4  | 0  | 0    |      |
| Total club                                                                     | Total club    | 4             | 0  | 0 | 0  | 4  | 0  | 0    |      |
| Agrupación Deportiva Alcorcón · España                                         |               |               |    |   |    |    |    |      |      |
| 2.ª                                                                            | 2012/13       | 6             | 0  | 2 | 0  | 8  | 0  | 0    |      |
| Total club                                                                     | Total club    | 6             | 0  | 2 | 0  | 8  | 0  | 0    |      |
| Getafe Club de Fútbol · España                                                 |               |               |    |   |    |    |    |      |      |
| 1.ª                                                                            | 2013/14       | 3             | 1  | 5 | 0  | 3  | 1  | 0,33 |      |
| Total club                                                                     | Total club    | 3             | 1  | 5 | 0  | 3  | 1  | 0,33 |      |
| Albacete Balompié · España                                                     |               |               |    |   |    |    |    |      |      |
| 2.ªB                                                                           | 2016/17       | 34            | 2  | 3 | 0  | 34 | 2  | 0,05 |      |
| 2.ª                                                                            | 2017/18       | ?             | ?  | ? | ?  | ?  | ?  | ?    |      |
| 2.ª                                                                            | 2018/19       | ?             | ?  | ? | ?  | ?  | ?  | ?    |      |
| Total club                                                                     | Total club    | 34            | 2  | 3 | 0  | 34 | 2  | 0,05 |      |
| Total carrera                                                                  | Total carrera | Total carrera | 84 | 3 | 10 | 0  | 94 | 3    | 0,03 |
| (1) Incluye datos de Copa del Rey. (2) No incluye goles en partidos amistosos. |               |               |    |   |    |    |    |      |      |